# Shadow of the Colossus
Shadow of the Colossus (Senca Kolosov) je tretjeosebna pustolovska video igra, izdana za PlayStation 2. Na Japonskem je bila izdana pod imenom Wanda to Kyozo (ワンダと巨像). Igra spada med tretjeosebne pustolovščine in spremlja protagonista z vzdevkom Wander (v ang. »to Wander« pomeni brezciljno potovati) med ritualom, s katerim poskuša oživiti dekle Mono. Septembra 2011 je na PlayStation Network za PlayStation 3 izšla različica igre z izboljšano kakovostjo grafike.

## Zgodba
Dogajanje pred začetkom igre in odnos Wanderja do Mono pred njeno smrtjo ni nikoli povsem pojasnjen, o tem je bilo razvitih več teorij: da jo je Wander bil prisiljen žrtvovati in jo je poskušal rešiti zaradi slabe vesti, da sta bila brat in sestra, najbolj sprejeta teorija pa je, da sta bila zaljubljena, čeprav to ni povsem dokazano.
Zgodba se začne z Wanderjevim prihodom v Prepovedano deželo. S svojim konjem Agrom vstopi v velikansko strukturo na sredi dežele, imenovano »Svetišče čaščenja.« Ko na oltar položi Monino truplo, se pojavi pet človeku podobnih senc, ki jih Wander odžene s svojim orožjem, mečem svetlobe. Skozi okroglo odprtino v stropu ga nagovorijo božanstvo Dormin, presenečeni, ker si Wander lasti meč svetlobe. Wander ga prosi, da Mono vrne dušo, a Dormin za to zahtevajo uničenje šestnajstih idolov, ki stojijo v svetišču: idol pa lahko pade le, če je uničen tudi njegov živ predstavnik, velikan ali kolos.
Po uničenju dvanajstega kolosa se prikaže vmesna sekvenca, kjer je razkrito, da Wanderja zasleduje skupina vojakov.
Na poti k zadnjemu kolosu Wander prečka most, ki se tik pred svojim koncem poruši. Agro reši življenje svojega gospodarja in ga iz sedla vrže na drugo stran, sam pa pade v globino.
Ko Wander uniči zadnjega kolosa, skupina, ki ji poveljuje lord Emon, vstopi v svetišče, kjer najdejo Monino truplo. Medtem ko Emon moli nad njo, se v svetišču prikaže Wander, preboden z mečem. Z belimi očmi in do konca izmučen poskuša doseči Mono, vendar Emon ukaže enemu od svojih vojakov, da Wanderja ustreli s samostrelom. Wanderja po smrti obsedejo Dormin in ga spremenijo v velikega rogatega demona. Emon pobegne in pred odhodom iz templja vrže meč v bližnji vodnjak, kar sproži močan urok, ki Wanderja vsrka vanjo. Emon nato zbeži iz svetišča in pobegne iz Prepovedane dežele čez most, ki se za njim poruši. Emon na varnem izrazi upanje, da bodo grehi Wanderju nekega dne oproščeni.
Ko se Mono zbudi, v tempelj prišepa Agro s hudo poškodovano nogo. Mono mu sledi do vodnjaka in v njej najde dojenčka z rogovi, ki ga vzame s seboj. Nato sledi Agru do vrha svetišča, kjer je zasajen vrt.

### Teorije in naveze zIco
Fumito Ueda, glavni oblikovalec Shadow of the Colossus, je za svojo igro Ico (2001) potrdil, da se dogaja v istem svetu kot Shadow of the Colossus in se kronološko dogaja po dogodkih svoje druge igre.